# مارکو ماتزانو
مارکو ماتزانو (ایتالیایی: Marco Marzano؛ زادهٔ ۱۰ ژوئن ۱۹۸۰) دوچرخه‌سوار اهل ایتالیا است. وی در مسابقات تور دو فرانس و جیرو دیتالیا شرکت کرده است.